# 말보로 (담배)
말보로(영어: Marlboro 말버러[*])는 필립 모리스 인터내셔널의 담배 제품명이다.
원래는 여성용 담배로 출시하여 1930년 경에 Mild As May라는 슬로건을 기초로 메이 웨스트를 모델로 기용하고 여성을 대상으로 광고를 시작하였다. 제2차 세계 대전 중에는 잠시 단종되었다가 전쟁 이후 미군 보급품에 포함되었다. 1950년대에 담배의 유해성에 대해 논란이 시작되자 필터 담배를 출시하였으며, 동시에 ‘말보로 맨’광고를 시작하며 급격하게 시장 점유율을 늘렸다. 1980년대에는 말보로가 쿠 클럭스 클랜(KKK단)과 관계가 있으며 쿠 클럭스 클랜이 필립 모리스(현재의 알트리아 그룹)를 소유하고 있다는 소문이 나돌기도 했다.
말보로는 다른 인기 담배 제품들보다 약 25% 정도 빨리 탄다. 이유는 명확하지 않으나, 담뱃잎을 써는 방법 혹은 첨가물(포름알데히드나 암모니아) 때문인 것으로 추측된다.

## 이름의 유래

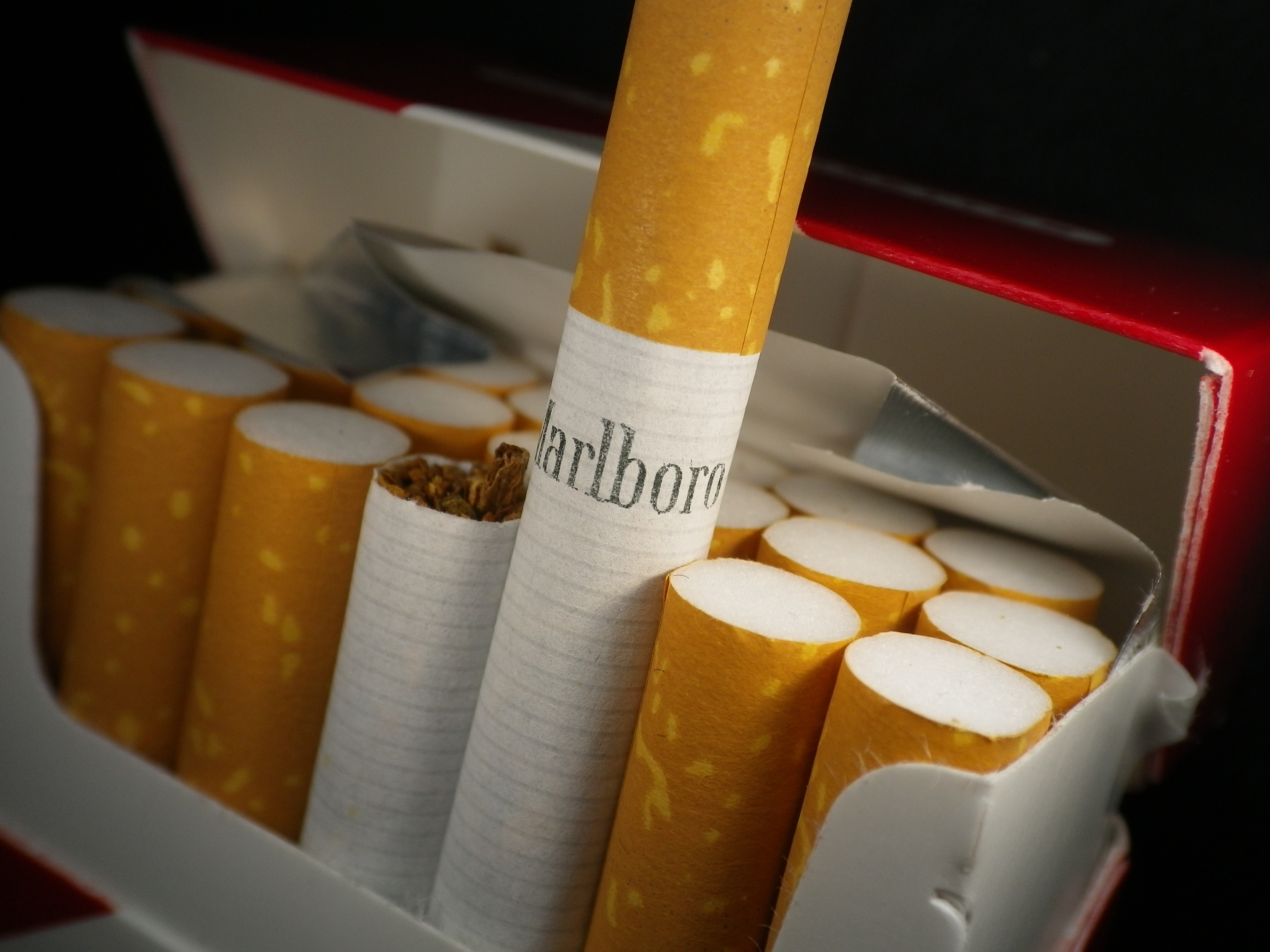
담뱃갑안에 말보로 담배

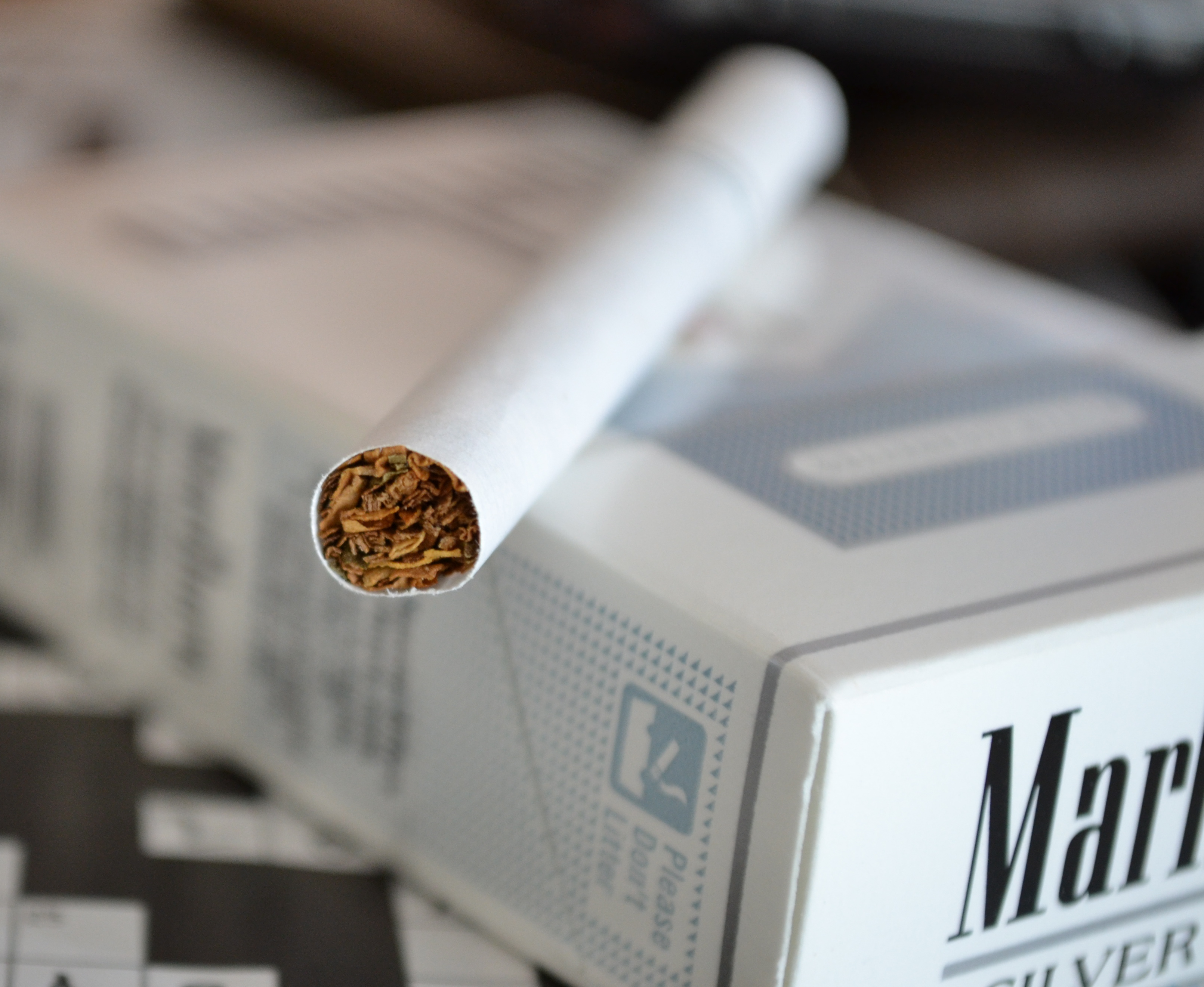
말보로 실버팩갑안에 담배

제품명인 말보로는 필립 모리스의 공장이 있던 영국 런던 소호지역의 그레이트 말버러 거리(Great Marlborough Street)에서 따 온 것이다.

## 제품
2023년 현재 대한민국 내에는 모두 13종류의 말보로 담배가 출시되어 있다.
| 이름                                   | 규격         | 비고 |
| -------------------------------------- | ------------ | --- |
| 말보로 레드                            | Kings (84mm) | 정식 명칭은 말보로 레드, 타르 8mg/니코틴 0.7mg으로 가장 독하다. 원래 스펙은 타르 13mg/니코틴 1.1mg이지만 한국에서는 낮은 스펙으로 판매하고 있다.                             |
| 말보로 미디엄                          | Kings        | 말보로 레드와 비슷한 디자인이지만 루프탑 밑 부분에 미디엄이 쓰여져 있다. 타르 6.0mg/니코틴 0.50mg의 스펙을 가지고 있다.                                                      |
| 말보로 골드                            | Kings        | 담배 이름에 라이트, 마일드, 식품 이름을 쓸 수 없게 되면서 말보로 골드로 이름이 바뀌었다. 타르 6.0mg/니코틴 0.50mg의 스펙을 가지고 있다.                                      |
| 말보로 실버                            | Kings        | 타르 3.0mg/니코틴 0.30mg의 스펙을 가지고 있다. |
| 말보로 비스타                          | Kings        | 더블 캡슐 담배이며 슈가 필터가 적용되어 있다. 담배갑 위에 향기 존이 있어 손에 남은 담배 냄새를 약간 없앨 수 있는 장점이 있다. 타르 3.0mg/니코틴 0.20mg의 스펙을 가지고 있다. |
| 말보로 하이브리드 5                    | Kings        | 타르 5.0mg/니코틴 0.40mg의 스펙을 가지고 있다. |
| 말보로 하이브리드 1                    | Kings        | 타르 1.0mg/니코틴 0.10mg의 스펙을 가지고 있다. |
| 말보로 블랙 후레쉬                     | Kings        | 타르 6.0mg/니코틴 0.50mg의 스펙을 가지고 있다. |
| 말보로 화이트 후레쉬                   | Kings        | 타르 6.0mg/니코틴 0.50mg의 스펙을 가지고 있다. |
| 말보로 아이스 블라스트                 | Kings        | 멘솔 담배로 특유의 청량감을 자랑한다. 타르 6.0mg/니코틴 0.50mg의 스펙을 가지고 있다.                                                                                         |
| 말보로 아이스 블라스트 원              | Kings        | 타르 1.0mg/니코틴 0.10mg의 스펙을 가지고 있다. |
| 말보로 비스타 수퍼슬림 트로피컬 브리즈 | Slims        | 말보로 비스타를 슬림형으로 만든 담배이다. 기존의 비스타와 달리 캡슐이 하나이며 타르 1.5mg/니코틴 0.20mg의 스펙을 가지고 있다.                                                |
| 말보로 비스타 포레스트                 | Slims        | 2022년 4월 22일 출시되었으며 분홍색 곽 때문에 여성 흡연자들에게 인기가 많다. 타르 1.5mg/니코틴 0.20mg의 스펙을 가지고 있다.                                                  |

## 같이 보기
- 담배
- 흡연